# Siminy
Siminy – szczyt na wschodnich krańcach Gór Lewockich na Słowacji. Wznosi się nad miejscowością Šambron. Jest to drugi co do wysokości szczyt pasma. Znajduje się w północno-zachodnim grzbiecie szczytu Kuligura (1250 m), który biegnie poprzez Siminy i kończy się szczytem Kyčery (1060 m) wznoszącym się nad miejscowością Jakubany. Wschodnie stoki szczytu Siminy opadają do doliny potoku Šambronka, zachodnie potoku Toráč, południowe Bukowińskiego Potoku (Bukovinský potok ).
Siminy porasta las, ale na stokach są duże polany. To pozostałości dawnych hal. Od lat 50. XX wieku były to zamknięte dla mieszkańców i turystów tereny poligonu wojskowego Javorinka. Po 2005 r.  poligon zlikwidowano i Góry Lewockie są dostępne do zwiedzania. Przez Siminy nie poprowadzono jednak żadnego szlaku turystycznego. Nieużytkowane polany zarastają lasem, po poligonie pozostały natomiast drogi, którymi można zwiedzać Góry Lewockie zarówno pieszo, jak i na rowerze.